# Marcin Pałasz
Marcin Pałasz (ur. 29 maja 1971 w Dusznikach-Zdroju) – polski pisarz dla dzieci i młodzieży, autor słuchowisk. Mieszka i pracuje we Wrocławiu. Debiutował w 2004 roku książką „Opowieści z Krainy Potworów”. Laureat Ogólnopolskiej Nagrody Literackiej im. Kornela Makuszyńskiego, dwukrotny laureat wyróżnienia w tym konkursie. Współpracuje z wydawnictwami Skrzat, BIS (wydawnictwo), Publicat, Wydawnictwo Literatura, Mac Edukacja (wydawnictwo). Niegdyś związany ze światem reklamy, obecnie zajmuje się tylko pisarstwem.
Karierę pisarską zaczął przypadkiem: jego pierwsza książka – napisana w jednym egzemplarzu dla jego chrześniaka Krzysia – za namową przyjaciela trafiła do wydawnictwa „Nasza Księgarnia”, które niedługo potem zakupiło prawa autorskie do jej wydania.

## Twórczość

### Książki SF z cyklu „Alliance & Earth Trilogy” / „La Trilogia De La Alianza & La Tierra”
- 2017 El Ultimo Bastion (powieść wydana w hiszpańskiej wersji językowej)
- 2017 La Torre De La Eternidad (powieść wydana w hiszpańskiej wersji językowej)
- 2016 El Señor Del Abismo (powieść wydana w hiszpańskiej wersji językowej)
- 2016 The Last Bastion (powieść wydana w angielskiej wersji językowej)
- 2016 Tower of Eternity (powieść wydana w angielskiej wersji językowej)
- 2016 Lord of the Abyss (powieść wydana w angielskiej wersji językowej)

### Książki dla dzieci i młodzieży
- 2018 Elf i dom demonów
- 2018 Elfie, gdzie jesteś? (wydanie drugie, w nowej szacie graficznej)
- 2017 Adaś i trudna zagadka
- 2017 Sposób na Elfa (wydanie drugie, w nowej szacie graficznej)
- 2017 Elf i skarb wuja Leona
- 2017 Elf Wszechmogący (wydanie drugie, w nowej szacie graficznej)
- 2017 Marcelka i czterolistna koniczynka
- 2016 Jaś Wiadomy zmienia świat
- 2016 Powrót do Krainy Potworów (wydanie drugie poprawione, w nowej szacie graficznej)
- 2016 Opowieści z Krainy Potworów (wydanie drugie poprawione, w nowej szacie graficznej)
- 2015 Szczęśliwi czas liczą, czyli to i owo o czasie i zegarach
- 2015 Marcelka i szkolne sprawy
- 2014 Chciałbym mieć psa, czyli jak wychować człowieka
- 2014 Elf i pierwsza Gwiazdka
- 2014 Dasz radę, Marcelko
- 2014 Wszystko zaczyna się od marzeń (wydanie drugie poprawione, w nowej szacie graficznej)
- 2014 Licencja na zakochanie (wydanie drugie poprawione, w nowej szacie graficznej)
- 2014 Wakacje w wielkim mieście (wydanie drugie poprawione, w nowej szacie graficznej)
- 2014 Straszyć nie jest łatwo (wydanie drugie poprawione, w nowej szacie graficznej)
- 2014 Elf i dom strachów
- 2013 Zwłokopolscy: Władcy Nocy
- 2013 Elf Wszechmogący
- 2012 B@jki
- 2012 Elfie, gdzie jesteś?!
- 2012 Sposób na Elfa (Nagroda Literacka im. Kornela Makuszyńskiego 2013[1], wyróżnienie za tekst literacki w Konkursie Książka Roku 2012 polskiej sekcji IBBY)
- 2012 Zwłokopolscy
- 2010 Dziwne przypadki Ferdynanda Szkodnika (nominacja do Nagrody Literackiej im. Kornela Makuszyńskiego 2011)
- 2008 Wszystko zaczyna się od marzeń (wyróżnienie w Ogólnopolskim Konkursie Literackim im. Kornela Makuszyńskiego 2009)
- 2008 Bardzo Dzikie Historie
- 2007 Licencja na zakochanie (nominacja do Nagrody Literackiej im. Kornela Makuszyńskiego 2008)
- 2007 Historia Złotego Promyczka
- 2007 Kosmiczna awantura
- 2006 Ptaś i Miaugosia
- 2006 Wakacje w wielkim mieście (wyróżnienie w Ogólnopolskim Konkursie Literackim im. Kornela Makuszyńskiego 2007)
- 2005 Heca nie z tej Ziemi
- 2005 Powrót do Krainy Potworów
- 2004 Straszyć nie jest łatwo (nominacja do nagrody Książka Roku 2004 polskiej sekcji IBBY)
- 2004 Opowieści z Krainy Potworów

### Słuchowiska radiowe
- Magia czasów
- Złodziej kolorów
- Abra-makabra
- Heca nie z tej Ziemi
- Goniąc fortepiany
- Do góry nogami
- Psoty Królewny Śmieszki – cykl B@jki
- Smok Podwawelski – cykl B@jki
- Baba Dżaga – cykl B@jki
- Złota Rybka: Reaktywacja – cykl B@jki
- Skąd się biorą duchy?
- Zielony Kapturek – cykl B@jki
- Złośliwiaki
- Sztuka wyboru
- Porwanie
- Polowanie
- Obywatel Kornik
- Kukudła
- Kłopotliwy gość
- Gra w serduszka
- Bardzo Dzika Krowa
- Kłopoty Baronowej
- Lądowanie w parku
- Miss Bakteria